# Мехмандаров, Керим-бек Мустафа-бек оглы
Абдул Керим-бек Мирза Мустафа-бек оглы Мехмандаров (азерб. Əbdül Kərim bəy Mirzə Mustafa bəy oğlu Mehmandarov) — азербайджанский врач, доктор медицины Медико-хирургической академии, один из первых азербайджанцев, окончивших Медико-хирургическую академию в Петербурге, один из руководителей шушинского просветительного общества «Нешр маариф», основатель первой в Шуше русско-азербайджанской женской школы. Двоюродный брат С. Мехмандарова.

## Биография

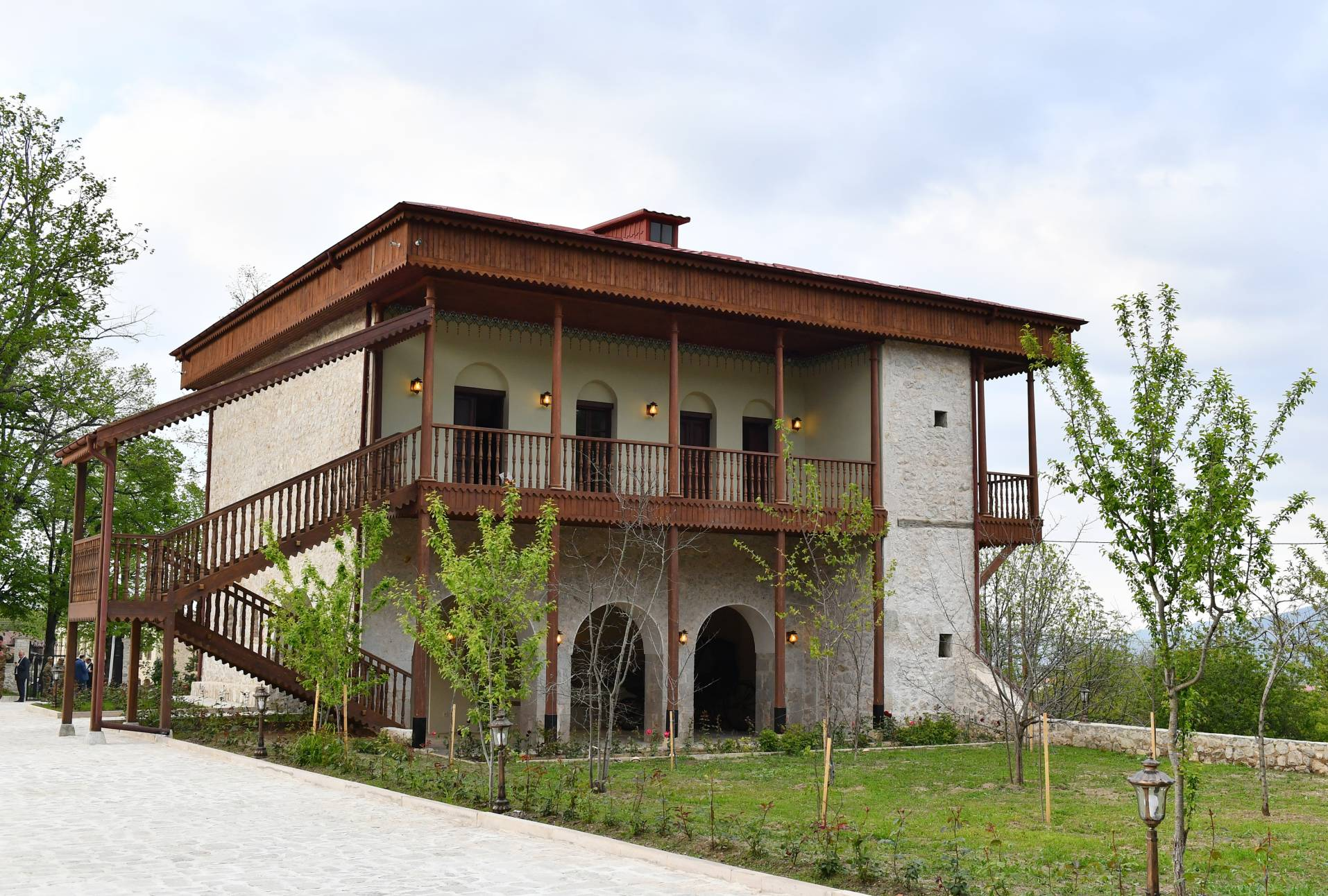
Дом Мехмандаровых, расположенный в квартале Тезе мехелле в городе Шуша.

Керим-бек Мехмандаров, по свидетельству Закавказского шариатского правления, родился 2 декабря 1854 года в Шуше в образованной семье бекского происхождения. В сентябре 1866 года был принят во второй класс Бакинской гимназии, которую окончил в 1872 году с золотой медалью. В том же году поступил в Петербургскую медико-хирургическую академию на медицинское отделение. В годы учёбы Мехмандарова в Петербурге происходили массовые революционные движения среди учащейся молодёжи. Серьёзные студенческие волнения происходили и в Медико-хирургической академии. Эта среда оказала определённое влияние на молодого Мехмандарова, на формирование его политических взглядов. В 1877 году Мехмандаров закончил полный курс обучения и в звании лекаря был прикомандирован к клиническому военному госпиталю в Петербурге как находящийся во временном врачебном запасе армии.
Участник Русско-турецкой войны 1877—1878 гг. С мая 1877 по август 1878 года служил в санитарном отряде при действующей армии на Дунае.
По распоряжению Главного военно-медицинского управления был зачислен в Петербургский военный клинический госпиталь. С июня 1881 года младший врач 162-го пехотного Ахалцихского полка 41-й пехотной дивизии.
С 1883 года уездный врач Джеванширского уезда Елизаветпольской губернии. С этого времени деятельность Мехмандарова целиком посвящена делу здравоохранения в Карабахе. В 1895 году Мехмандаров был переведен на должность шушинского сельского врача в с. Агдам, где организовал небольшой стационар – «приемный покой». Два года спустя был назначен шушинским уездным врачом и одновременно заведующим (в 1898—1899 гг.) тюремным лазаретом.
В период Азербайджанской Демократической Республики состоял на военной службе по вольному найму. С 1 июля 1919 года "в качестве вольнонаемного врача заведующего санитарной частью 1-го батальона (гор. Шуша) 1-го пехотного Джеванширского полка". С 3 сентября того же года исполнял должность Начальника военно-фельдшерской школы в городе Шуше. Из приказа военного министра генерала от артиллерии С. Мехмандарова от 3 сентября 1919 года № 406:
Состоявщий на службе по вольному найму при 1-м пехотном Джеванширском полку врач статский советник Мехмандаров (Керим-бек) допускается к исполнению должности Начальника военно-фельдшерской школы в городе Шуше с 3 сентября
.

## Дети

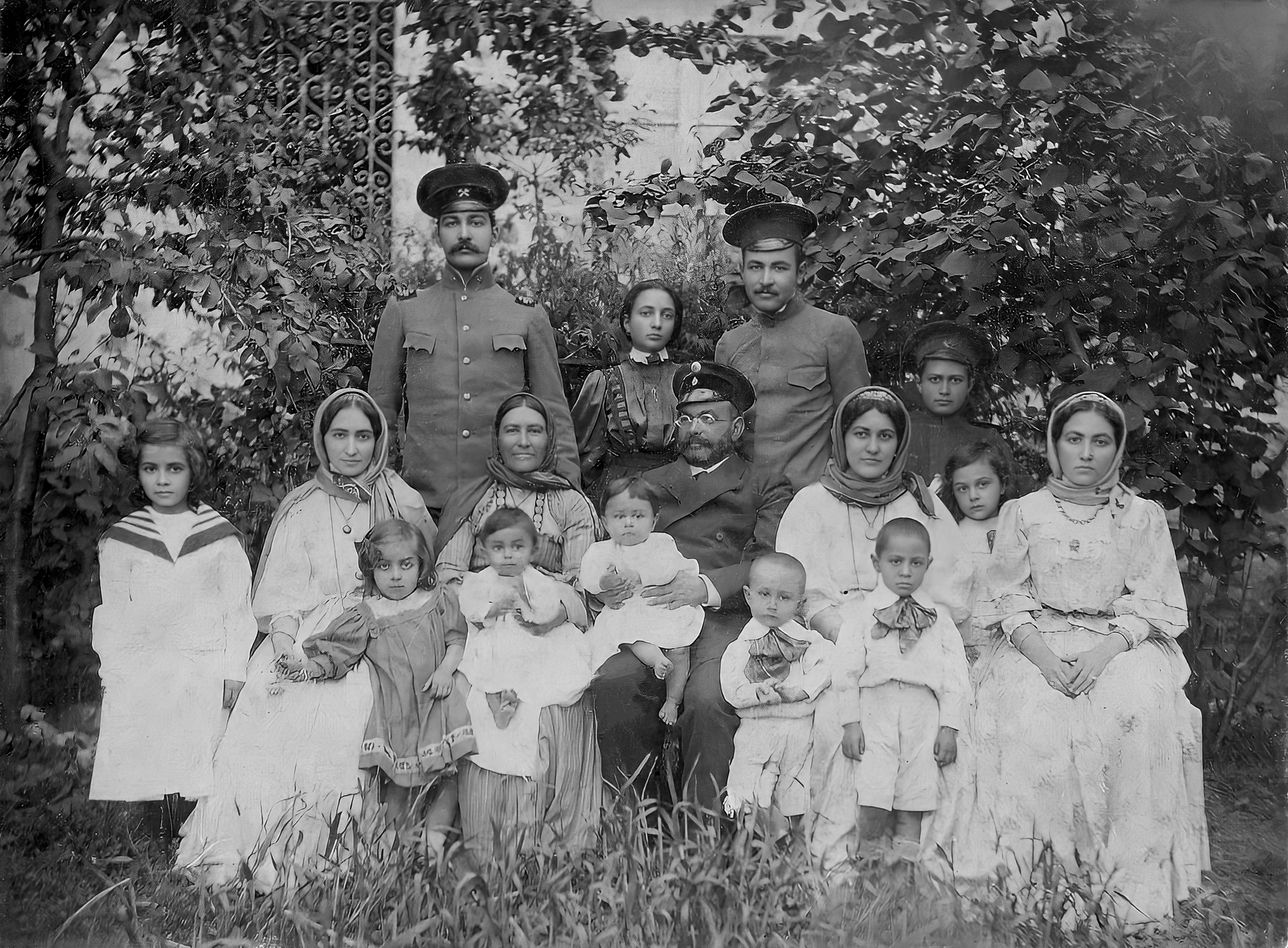
Керим бек Мехмандаров в окружении семьи.

- сын: Михаил Тушинский (Мехмандаров)[8].
- сын: Адиль бек Мехмандаров.
- сын: Рашид бек Мехмандаров.
- сын: Сурхай бек Мехмандаров.
- дочь: Захра ханым Везирова (Мехмандарова).
- дочь: Туран ханым Рустамбекова (Мехмандарова).
- дочь: Нушаба ханым Рустамбекова (Мехмандарова).
- дочь: Кюбра ханым Тагизаде (Мехмандарова).
- дочь: Махбуба ханым Махмудбекова (Мехмандарова).